# 上杉忠弘
上杉 忠弘（うえすぎ ただひろ、1966年 - ）は日本のイラストレーターである。宮崎県延岡市出身。セツ・モードセミナー卒業後、企業広告や書籍、雑誌の表紙等を手がけている。
漫画家 谷口ジローのアシスタントを経てイラストレーターになる。
2009年公開の映画『コララインとボタンの魔女』ではコンセプトアートを担当し、第37回アニー賞最優秀美術賞を受賞した。この部門での日本人の受賞は初めてのことである。
2011年発売のニンテンドー3DS用ゲームソフト『謎惑館 〜音の間に間に〜』（カプコン）のビジュアルアートを担当。
2014年公開のディズニー映画『ベイマックス』、2018年3月公開の『リメンバー・ミー』など、数多くのディズニー・ピクサー作品でコンセプトアートを担当する。また、2016年、国内初となる絵本「ねこの看護師　ラディ（渕上サトリーノ (著), 上杉忠弘 (イラスト)）」（講談社刊）を出版。中国語版、スペイン語版、フランス語版など数カ国語で翻訳されている。
2019年、ＴＶアニメ「キャロル＆チューズデイ」OP映像参加。